# Abacetus aeneocordatus
Abacetus aeneocordatus es una especie de escarabajo terrestre de la subfamilia Pterostichinae.  Fue descrito por Straneo en 1940 y se encuentra en Costa de Marfil, África. 